# دوغ وايت
دوغ وايت (بالإنجليزية: Doug White)‏ هو سياسي أمريكي، ولد في 1943 في مقاطعة آدمز في الولايات المتحدة. حزبياً، نشط في الحزب الجمهوري.